# Alissa Arturowna Oktjabrewa
Alissa Arturowna Oktjabrewa (russisch Алиса Артуровна Октябрева, englisch Alisa Oktiabreva; * 26. Juli 2008) ist eine russische Tennisspielerin.

## Karriere
Oktiabreva begann mit fünf Jahren das Tennisspielen und bevorzugt Sandplätze. Sie spielt bislang vorrangig Turniere auf der ITF Junior Tour und der ITF Women’s World Tennis Tour, wo sie bisher drei Titel im Einzel gewann.
2022 nahm sie am Les Petits As teil. Im Oktober erhielt sie eine Wildcard für das Hauptfeld im Dameneinzel und zusammen mit Partnerin Timea Jarušková für das Damendoppel der mit 60.000 US-Dollar dotierten Empire Women’s Indoor I. Im Einzel unterlag sie in der ersten Runde der topgesetzten Wang Xinyu mit 1:6 und 3:6, im Doppel unterlagen die beiden der Paarung Lee Pei-chi und Wu Fang-hsien mit 2:6 und 5:7.
2023 startete sie bei den Juniorinnenwettbewerben der beiden Grand Slams French Open und US Open. Bei den French Open erreichte sie im Juniorinneneinzel das Halbfinale.
2024 gelang ihr im Dezember der erste ITF-Einzeltitel, im Februar 2025 folgte der zweite.

## Turniersiege

### Einzel
| Nr. | Datum             | Turnier | Kategorie | Belag | Finalgegnerin         | Ergebnis         |
| --- | ----------------- | ------- | --------- | ----- | --------------------- | ---------------- |
| 1.  | 22. Dezember 2024 | Antalya | ITF W15   | Sand  | Natalija Senić        | 6:2, 1:0 Aufgabe |
| 2.  | 9. Februar 2025   | Antalya | ITF W35   | Sand  | Anastassija Gassanowa | 3:6, 6:3, 6:4    |
| 3.  | 20. April 2025    | Leme    | ITF W35   | Sand  | Gergana Topalowa      | 6:1, 7:5         |

## Karrierestatistik und Turnierbilanz

### Juniorinneneinzel
| Turnier         | 2023 | Karriere |
| --------------- | ---- | -------- |
| Australian Open | —    | —        |
| French Open     | HF   | HF       |
| Wimbledon       | —    | —        |
| US Open         | 1    | 1        |

Zeichenerklärung: S = Turniersieg; F, HF, VF, AF = Einzug ins Finale / Halbfinale / Viertelfinale / Achtelfinale; 1, 2, 3 = Ausscheiden in der 1. / 2. / 3. Hauptrunde; nicht ausgetragen

### Juniorinnendoppel
| Turnier         | 2023 | Karriere |
| --------------- | ---- | -------- |
| Australian Open | —    | —        |
| French Open     | AF   | AF       |
| Wimbledon       | —    | —        |
| US Open         | 1    | 1        |